# Tropicus ladonnae
Tropicus ladonnae är en skalbaggsart som beskrevs av Ivie och Stribling 1984. Tropicus ladonnae ingår i släktet Tropicus och familjen strandgrävbaggar. Inga underarter finns listade i Catalogue of Life.